# 美作国
美作国（みまさかのくに）は、かつて日本の地方行政区分だった令制国の一つ。山陽道に属する。

## 由来
ミサカ（御坂・三坂）に由来する、あるいはウマサケ（甘酒）の産地であることに由来すると言われる。

## 領域
明治維新直前の領域は、津山市、美作市、真庭郡、苫田郡、勝田郡、英田郡の全域および岡山市の一部（北区建部町のうち福渡、下神目以北の旭川左岸側）、真庭市の大部分（阿口、五名、山田、宮地以南を除く）、久米郡の大部分（美咲町江与味を除く）、兵庫県佐用郡佐用町の一部（奥海・若州・上石井・下石井・水根・桑野・海内・東中山）にあたる。
北東に因幡、北西に伯耆、西に備中、南に備前、東に播磨と隣接する。

## 地勢
中国山地が瀬戸内海に落ち込んで行く過程の山地側に位置する。国全体が海に面しない内陸の山間地であり、平地は山々の合間に盆地が点在するだけである。
主要な盆地は三つあり、西部の真庭市を流れる旭川沿岸の盆地、吉井川の流れる中央部で東西広域にわたる津山盆地、梶並川・滝川が吉野川に合流する東部の美作市の盆地で、美作はその三盆地を核におよそ西部（真嶋郡、大庭郡）・中央部（苫田郡、久米郡）・東部（英多郡、勝田郡）の三つに分かれる。
西北の蒜山山麓に蒜山高原が、また中北部の那岐山麓には日本原高原が広がるが広戸風という突風に見舞われる。
岡山三大河川の内、旭川と吉井川の上流域に位置し、近代化が進むまでは高瀬舟が流通の役目を担った。国全体が山間部であるため、大河川・街道に恵まれない土地の交通運搬は容易ではなく、周縁部では同国内より隣国との関係が深い地域も多い。

## 沿革

### 古代
和銅6年（713年）4月3日、備前守 百済王南典と備前介 上毛野堅身の提案により、備前国から英多郡、勝田郡、苫田郡、久米郡、真嶋郡、大庭郡の六郡を分けて設けられ、初代美作守には分立提案者である上毛野堅身が就任した。
美作の分立は、かつての吉備国分解の最終段階であり、鉄資源を吉備氏から直接、ヤマト政権の管轄下に置くことによる吉備氏弱体化の意図があったとされる。美作には英田、白猪屯倉、錦織、久米、弓削などヤマト王権と直結する部民や施設が配置された地名が多くある。

### 中世
平安時代の平家全盛期には平氏知行国となっており、江見氏、豊田氏など作東の武士は平家方についている。
鎌倉時代は、有力御家人である梶原景時が、続いて景時を追って幕府の有力者となった和田義盛が守護となったが、両者とも鎌倉幕府の政権内部の抗争に敗れ族滅され、北条氏の領国となった。この時代、久米郡・苫田郡を中心に足利氏の荘園が多く存在した。
美作国は古代から歴史上一貫して美作を基盤とする安定勢力が出現せず、南北朝時代の動乱から戦国時代の終焉まで、山名氏、赤松氏、尼子氏、浦上氏、毛利氏、宇喜多氏など周辺の大勢力の草刈り場となって、常にその浮沈に巻き込まれた。
守護やそれとほぼ同期する実際の支配勢力は室町幕府期だけでも山名氏、赤松氏、尼子氏、浦上氏、宇喜多氏の間を幾たびも変遷、最終的に1600年の関ヶ原の戦いに東軍に参与した小早川秀秋が備前・美作両国を領するも、わずか2年で改易された。

### 近世
小早川家断絶後は森氏が入封し津山藩が成立した。森氏は鶴山に日本三大平山城の一つに数えられる津山城を築城して城下町を整備し、美作全体を一括した統治をなした。この時代は『作陽誌』など地誌も編纂されたが、森氏は5代94年の支配で改易されてしまう。その後、有力外様大名がひしめく山陽道に睨みをきかす意味で津山に徳川政権直轄の代官所が置かれた。その後すぐに松平宣富が10万石で封じられ再び津山藩となったが、美作国内は小藩に分割された。
津山の前身として、戸川（富川）宿という市があり賑わっていた。後の市街の大半は吉井川を境に苫田郡と久米郡に分割される土地に過ぎず、中心は二宮の西にある守護所や安国寺の置かれた院庄であった。津山が中核都市となったのは、江戸時代に森氏が城下町を整備してからである。

### 近代
明治4年（1871年）の廃藩置県により旧藩制をひきずった形で津山県、真島県、倉敷県、鶴田県、挙母県、古河県、生野県、明石県、沼田県、龍野県に分かれて属し、同年11月整理統合されて美作国と領域的に一体の北條県となったが、その北條県も明治9年（1876年）、すでに小田県と合併していた岡山県に合併され、廃止された。

### 現代
明治維新後に岡山県の管轄となって以後は県北の一部として扱われ、名称として東部の美作町が残る程度で特に旧国としての美作を意識した活動はなかったが、平成17年（2005年）4月から津山地方振興局を美作県民局に改編し、真庭地方振興局、勝英地方振興局を支局として編入することで、ほぼ美作の領域を統一的に扱う行政機関が成立し、また平成25年（2013年）に美作国建国1300年記念事業が行われるなど、再認識が進んでいる。

### 近世以降の沿革
- 「旧高旧領取調帳」に記載されている明治初年時点での国内の支配は以下の通り（766村・263,477石余）。太字は当該郡内に藩庁が所在。国名のあるものは飛地領。
  - 東北条郡（40村・15,411石余） - 幕府領（倉敷代官所・津山藩預地）、津山藩
  - 大庭郡（59村・20,836石余） - 幕府領（津山藩預地）、勝山藩、津山藩
  - 吉野郡（73村・19,954石余） - 幕府領（生野代官所）、津山藩、常陸土浦藩、播磨明石藩
  - 勝北郡（89村・34,139石余） - 幕府領（生野代官所・倉敷代官所・龍野藩預地）、津山藩、上野沼田藩、常陸土浦藩
  - 英田郡（65村・13,662石余） - 幕府領（龍野藩預地）、津山藩、上野沼田藩
  - 西西条郡（61村・27,308石余） - 幕府領（津山藩預地）、津山藩
  - 真島郡（112村・33,225石余） - 勝山藩、播磨龍野藩
  - 勝南郡（79村・24,657石余） - 幕府領（龍野藩預地）、津山藩、上野沼田藩
  - 久米北条郡（60村・28,871石余） - 幕府領（龍野藩預地）、津山藩、三河挙母藩、石見浜田藩
  - 東南条郡（22村・10,838石余） - 津山藩
  - 久米南条郡（72村・22,989石余） - 幕府領（龍野藩預地）、津山藩、下総古河藩
  - 西北条郡（34村・11,582石余） - 幕府領（倉敷代官所）、津山藩
- 慶応2年2月15日（1866年3月31日） - 長州戦争により浜田藩が移転して鶴田藩となる。
- 慶應4年（1868年）
  - 閏4月28日（1868年6月28日） - 幕府領のうち生野代官所の管轄地域が久美浜県の管轄となる。
  - 5月16日（1868年7月5日） - 幕府領のうち津山藩預地・倉敷代官所の管轄地域が倉敷県の管轄となる。
  - 5月 - 龍野藩預地が鶴田藩領となる。
- 明治2年
  - 7月4日（1869年8月11日） - 勝山藩が改称して真島藩となる。
  - 8月10日（1869年9月15日） - 久美浜県の管轄地域が生野県の管轄となる。
- 明治3年10月14日（1870年11月7日） - 領知替えにより土浦藩領が生野県の管轄となる。
- 明治4年
  - 7月14日（1871年8月29日） - 廃藩置県により、藩領が津山県、真島県、鶴田県および沼田県、古河県、土浦県、挙母県、明石県、龍野県の飛地となる。
  - 11月15日（1871年12月26日） - 第1次府県統合により、全域が北条県の管轄となる。
- 明治9年（1876年）4月18日 - 第2次府県統合により岡山県の管轄となる。
- 明治29年（1896年）4月1日 - 兵庫県との間で越境合併が行われる。
  - 吉野郡石井村の所属が兵庫県佐用郡に変更。
  - 吉野郡讃甘村の一部（中山）が兵庫県佐用郡江川村に編入。

## 国内の施設

### 国府

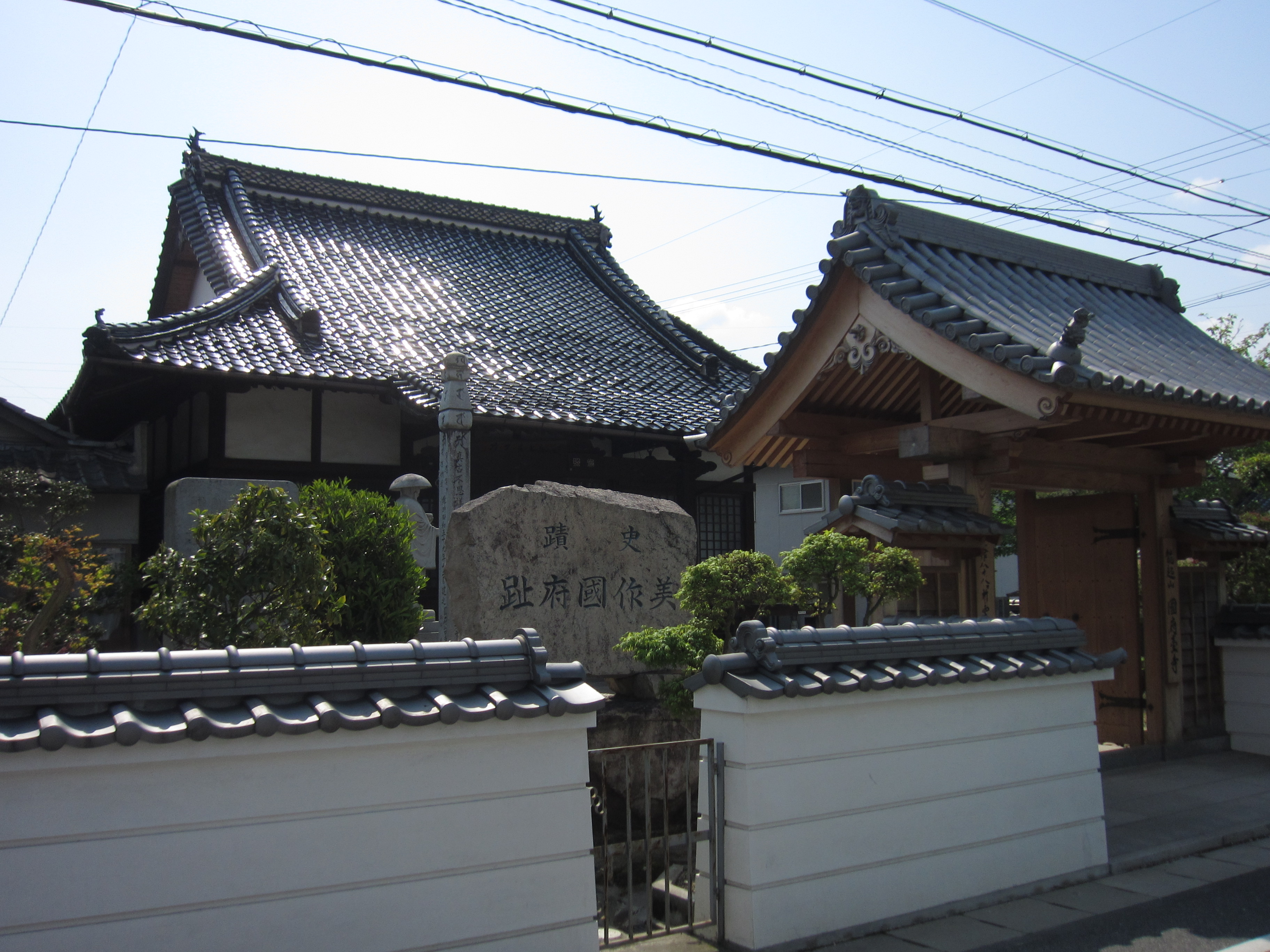
国府台寺と美作国府跡碑
（津山市総社）

文献によると国府は苫田郡に設けられていた。現在の津山市総社にあったと推定されている。1970年（昭和45年）に同所の国府台寺で、国府関連とみられる遺跡が発見されてから発掘調査が続いている（北緯35度04分30.90秒 東経133度59分47.96秒 / 北緯35.0752500度 東経133.9966556度）。

### 国分寺・国分尼寺
- 美作国分寺跡 （津山市国分寺、北緯35度03分00.73秒 東経134度02分27.07秒 / 北緯35.0502028度 東経134.0408528度）

国の史跡。伽藍跡地隣に後継の龍壽山国分寺が立つ。
尼寺跡は国分寺跡の西方500mほどの地と推定されているが不詳。

### 神社
延喜式内社
『延喜式神名帳』には、大社1座1社・小社10座9社の計11座10社が記載されている（美作国の式内社一覧参照）。大社1社は以下に示すもので、名神大社である。
- 苫東郡 中山神社 （津山市一宮、北緯35度06分00.91秒 東経133度59分41.03秒 / 北緯35.1002528度 東経133.9947306度）

総社・一宮以下
- 総社：美作総社宮 （津山市総社、北緯35度04分26.70秒 東経133度59分39.47秒 / 北緯35.0740833度 東経133.9942972度）
- 一宮：中山神社 （津山市一宮）
- 二宮：高野神社 （津山市二宮、北緯35度03分33.43秒 東経133度57分52.03秒 / 北緯35.0592861度 東経133.9644528度）
- 三宮：天石門別神社 （美作市滝宮、北緯34度55分56.28秒 東経134度12分15.59秒 / 北緯34.9323000度 東経134.2043306度） - 通称「滝宮」

美作総社宮・中山神社・高野神社は、合わせて「美作三大社」と呼ばれる。

## 地域

### 郡

#### 根本六郡
- 英多郡（あいたぐん[注 10]）：東端播磨国境沿いの領域。延宝元年（1674年）に英田郡と改称。後、北部が吉野郡に分かれ、1900年（明治33年）に再び合併し英田郡となった。
- 勝田郡（かつまたぐん[17]）：英多郡と苫田・久米郡の間に位置。「勝間田(かつまた)」を中心に後に勝南郡と勝北郡に分かれるが、1900年（明治33年）に合併し勝田郡（かつたぐん）となった。
- 苫田郡（とまたぐん）：中央部の吉井川より北。後に苫西郡・苫東郡に、更にそこから苫北郡・苫南郡が分かれ、西西条郡・西北条郡・東南条郡・東北条郡と名称が変わり、1900年（明治33年）に再び合併し苫田郡となった。
- 久米郡（くめぐん）：中央部の吉井川より南。後に久米南条郡・久米北条郡に分かれ、1900年（明治33年）に再び合併し久米郡となった。
- 大庭郡（おおにわぐん・おおばぐん[注 11]）：西部の内、蒜山と東半の領域。1900年（明治33年）に真島郡と合併し真庭郡となった。
- 真島郡（ましまぐん[注 12]）：西端備中国境の領域。1900年（明治33年）に大庭郡と合併し真庭郡となった。

#### 後に出来た郡
- 西西条郡（さいさいじょうぐん）：苫田郡西部の内、苫東郡との境付近を除く大半の領域。二宮、院庄、奥津町、旧鏡野町、富村などにあたる。
- 西北条郡（さいほくじょうぐん）：苫田郡西部の内、苫東郡と接する東端の領域。津山町・西苫田村・一宮村・田邑村と鏡野の一部にあたる。
- 東北条郡（とうほくじょうぐん）：苫田郡東部の内、南部を除く中北部の領域。高倉、加茂町・阿波村などにあたる。
- 東南条郡（とうなんじょうぐん）：苫田郡東部の内、吉井川に接する平野部。津山市の旧市街地にあたる。
- 苫東郡（とまひがしぐん）：苫田郡の内、宮川を境に分けられた東部。阿波村、加茂町に旧津山市の東北部を加えた領域。これとは別に、寛文元年（1661年）から元禄11年（1698年）の間、東南条郡が苫東郡と呼称された。
- 苫西郡（とまにしぐん）：苫田郡の内、宮川を境に分けられた西部で鏡野町、富村、津山市田辺、田邑など。これとは別に、寛文元年（1661年）から元禄11年（1698年）の間、西西条郡が苫西郡と呼称された。
- 苫北郡（とまきたぐん）：苫東郡から分離。東北条郡の前身と推定されている。後、寛文元年（1661年）から元禄11年（1698年）の間東北条郡が苫北郡と呼称された。
- 苫南郡（とまみなみぐん）：苫西郡から分離。西北条郡の前身と推定されている。後、寛文元年（1661年）から元禄11年（1698年）の間西北条郡が苫南郡と呼称された。
- 用野郡：近世の養野村（苫田郡奥津町）にあたる。後、西西条郡に転ずるか、吸収された。
- 久米北条郡：久米郡を南北にほぼ中央で分割した内の西半分にあたる。
- 久米南条郡：久米郡を南北にほぼ中央で分割した内の東半分にあたる。
- 久米北郡：寛文元年（1661年）から天和2年（1682年）の間、久米北条郡が久米北郡と呼称された。
- 久米南郡：寛文元年（1661年）から天和2年（1682年）の間、久米南条郡が久米南郡と呼称された。
- 勝北郡（しょうほくぐん）：勝田郡を南北で二分した内、北部にあたる。
- 勝南郡（しょうなんぐん）：勝田郡を南北で二分した内、南部にあたる。
- 勝田北郡（かつたきたぐん）：寛文元年（1661年）から天和2年（1682年）の間、勝北郡が勝田北郡と呼称された。
- 勝田南郡（かつたみなみぐん）：寛文元年（1661年）から天和2年（1682年）の間、勝南郡が勝田南郡と呼称された。
- 吉野郡（よしのぐん）：成立年未詳。英多郡の北部を分割して吉野郡とした。東作誌では文明3年（1471年）に英多郡の七郷を割いて成立したという。拾芥抄にはすでに載っており、また弘治3年（1557年）成立の美作国献上記にも吉野郡が見えている。

#### 郡の変遷史
- 和銅6年（713年）4月3日に、備前国から英多郡、勝田郡、苫田郡、久米郡、真嶋郡、大庭郡の6郡を分けて美作国が設けられる。
- 貞観5年（863年）5月、苫田郡を東西に分け、苫東郡・苫西郡とする。
- 承平年間（931年 - 938年）編纂の和名類聚抄では英多、勝田、苫田(東)、苫田西、久米、大庭、真島の七郡が記される。
- 鎌倉時代中期成立と見られる拾芥抄では、英多、吉野、勝田、苫東、苫西、苫北、苫南、用野、久米、大庭、真嶋の十一郡が記される。
- 中世に苫東郡、苫西郡、苫北郡、苫南郡がそれぞれ東南条・西西条・東北条・西北条と呼ばれ始める。久米郡も戦国時代には久米北条・南条（または久米北郷・南郷）と分けて扱われていた[18]。
- 慶長年間（1600 - 1602年）、小早川家の治世に、慣習的に用いられていた東北条・東南条・西北条・西西条、勝南・勝北[19]などが正式に郡名とされた、という。
- 慶長8年（1603年）、森氏の入国時、英田・吉野・大庭・真島・勝南・勝北・東北条・東南条・西北条・西西条・久米南条・久米北条の十二郡制
- 寛文元年（1661年）、郡名改称。勝南郡を勝田南郡、勝北郡を勝田北郡、東北条郡を苫北郡、東南条郡を苫東郡、西北条郡を苫南郡、西西条郡を苫西郡、久米南条郡を久米南郡、久米北条郡を久米北郡とする。
- 天和2年（1682年）、幕府の命により十郡制へ改編。[20]久米南郡と久米北郡を合わせて久米郡,勝田南郡と勝田北郡を合わせて勝田郡とした｡ただし、実際には久米郡南分・同北分、勝田郡南分・同北分の呼称が使われた｡
- 元禄11年（1698年）、代官らの訴えにより、寛文年間以前の郡数・郡名に戻す。苫北郡が東北条郡、苫東郡が東南条郡、苫南郡が西北条郡、苫西郡が西西条郡になり、久米郡は久米北条郡・久米南条郡に、勝田郡は勝南郡・勝北郡に分割。
- 明治33年（1900年）、英田郡と吉野郡が合併して英田郡に、勝南郡と勝北郡が合併して勝田郡に、東北条郡・東南条郡・西西条郡・西北条郡が合併して苫田郡に、久米南条郡と久米北条郡が合併して久米郡に、真島郡と大庭郡が合併して真庭郡となる。

#### 郡衙
- 英多郡家

英多（あいだ）郡家は豊国原盆地ないし江見盆地（旧作東町川北・藤生）が想定され、特に奈良平安時代の閻武廃寺跡が他の四廃寺へ通ずる交通上の中心地に位置していることや、"郡"の墨書のあるかわらけ出土品などから後者の可能性が高いとされる。美作市（旧・英田郡作東町）の高本遺跡である。
- 勝田郡家

勝田郡家は勝田盆地北西部の大字平字尾堂293番地の畑のなかで「郡」刻印のある須恵器が発見され、一帯（平遺跡）の発掘調査が行われて奈良～平安時代の遺跡や遺物が発見されており、滝川沿いに南隣する川西でも建物跡が発掘により見つかった。これらによりこの場所（勝田郡勝央町の勝間田遺跡）にあったと推定される。
- 苫田郡家

苫田郡は苫東郡・苫西郡にもっとも早い時期に分割されており、苫田郡家、また分割後の両者とも明確な位置はわからない。『日本地理志料』は「即郡家所在、郡名因起」と郡家の位置によって郡名も決まったという。苫東郡家は津山市大字北山「椿高下」と"コウゲ"地名と椿高下廃寺跡が重なる場所が可能性が高いとされ、苫西郡は建郡の経緯から国府付近の田中郷辺りと推察される。
- 久米郡家

久米郡家は久米川の砂岩段丘上（津山市（旧：久米郡久米町）の宮尾遺跡）にあり、四時期の遺構が検出されている。第一期の遺構は遺跡中央部の品字形はいちの建物郡とその東方に総柱の倉庫、西方の南北棟の建物である。
- 大庭郡家

白猪屯倉がそのまま郡家になったとの考えは、現在白猪屯倉碑の建てられている真庭市五反の大庭廃寺跡出土遺跡は白鳳期から平安時代のもので、大庭臣一族の氏寺であったと推定されることにより否定され、廃寺の西隣りで現在の久世中学校から薬王寺付近に想定されている。
- 真嶋郡家

『落合町史』で郡家の郡長が住んだと見られる「長者屋敷」と周辺の関連地名が検証され、天津神社の創立が和銅3年(710年)であることや蔵通り・仰天などの地名から、大字平島の北隣高屋集落の立地する段丘上に想定されている。

### 江戸時代の藩
- 津山藩、森家（18.65万石）→越後松平家（10万石→5万石→10万石）
- 津山新田藩（1）（津山藩森家支藩、1.5万石）→播磨国三日月藩に転封
- 津山新田藩（2）（津山藩森家支藩、2万俵）→廃藩
- 美作宮川藩（津山藩森家支藩・関家、1.87万石）→新見藩に転封
- 美作勝山藩、三浦家（2.3万石）
- 鶴田藩、越智松平家（2.8万石）

### 石高
- 承平頃、田萬千二十一町三段二百五十六歩、本穎百二十二萬千束（和名類聚抄）

- 慶長8年、18万6,500石（朱印高）

- 元禄頃、25万9,353石余[注 13]

- 天保頃、26万2,090石余[注 14]

- 江戸後期、26万2,156石余[注 15]

## 人物

### 国司

#### 美作守
- 上毛野朝臣堅身：和銅6年（713年）任官[23]
- 津守連通：和銅7年（714年）任官[24]
- 阿部朝臣帶麻呂：天平7年（735年）任官[25]
- 大伴宿禰兄麻呂：天平10年（738年）任官[26]
- 大伴宿禰百世：天平13年（741年）任官[27]
- 大原眞人麻呂：天平17年（745年）任官[28]
- 茨田宿禰枚麻呂：天平勝宝元年（749年）任官[29]
- 藤原朝臣乙麻呂：天平宝字元年（757年）任官[30]
- 紀朝臣飯麻呂：天平宝字4年（760年）任官[31]
- 氷上眞人塩燒：天平宝字6年（762年）任官[32]
- 淡海眞人三船：天平宝字8年（764年）任官[33]
- 大津宿禰大浦：天平宝字8年（764年）任官[34]
- 巨勢朝臣淨成：天平神護2年（766年）任官[35]
- 藤原朝臣種繼：神護景雲2年（768年）任官[36]
- 安倍朝臣淨成：宝亀3年（772年）任官[37]
- 神王：宝亀5年（774年）任官[38]
- 藤原朝臣弟繩：宝亀7年（776年）任官[39]
- 石川名足：延暦元年（782年）任官
- 藤原末茂：延暦9年（790年）任官
- 藤原真夏：大同元2年（807年）任官
- 良岑安世：弘仁7年（816年）任官
- 藤原行道：仁寿3年（851年）任官
- 藤原氏宗：天安3年（859年）任官
- 良岑清風：貞観4年（862年）任官
- 源光：870年頃
- 和薬貞世：延喜元年（901年）任官
- 源重信：天暦2年（948年）任官
- 藤原文範：天徳4年（960年）任官
- 橘好古：応和3年（963年）任官
- 源時中：永観元年（983年）任官
- 藤原佐理：永観2年（984年）任官
- 藤原斉信：正暦元年（990年）任官
- 源扶義：長徳元年（995年）任官
- 藤原重家：長保3年（1001年）任官
- 源経房：長保4年（1002年）任官
- 藤原懐平：寛弘元年（1004年）任官
  - 藤原行成：寛弘元年（1004年）任官（権守）
- 源頼定：寛弘3年（1006年）任官
- 藤原資平：寛仁3年（1019年）任官
- 藤原通任：治安3年（1023年）任官
- 源保任：万寿3年（1026年）任官
- 藤原資頼：長元元年（1028年）任官
- 大江定経：長元8年（1035年）任官
- 平範国：長暦2年（1038年）任官
- 藤原長房：永承5年2月2日（1050年2月25日）任官
- 藤原国成：天喜元年（1053年）任官
- 藤原実綱：康平元年（1058年）任官
- 高階為家：延久4年（1072年）任官
- 藤原顕季：康和3年（1101年）任官
- 藤原通季：康和6年（1104年）任官
- 藤原俊成：大治2年（1127年）任官
- 藤原基家：1160年頃
- 平忠盛：保延元年（1135年）任官
- 平宗盛：長寛元年（1163年）任官

#### 美作介
- 県犬養宿禰沙弥麻呂：天平宝字3年（759年） - 天平宝字5年（761年）[40],[41]
- 甘南備真人伊香：平宝字5年（761年）任官[42]
- 上毛野公真人：天平宝字7年（763年）任官[43]
- 中臣朝臣子老：神護景雲3年（769年）任官[44]
- 大伴宿禰不破麻呂：宝亀2年（771年）任官[45]
- 大原真人美気：宝亀8年（777年）任官[46]
- 藤原顕家：寛徳3年（1046年）任官

#### 押領使
- 漆間時国：不明（浄土宗開祖の法然の父である）

#### 按察使
- 鴨朝臣吉備麻呂：養老3年（719年）任官[47]

### 守護

#### 鎌倉幕府
- 1184年 - 1200年：梶原景時
- 1200年 - 1213年：和田義盛
- 1213年 - 1333年：北条氏

#### 室町幕府
- 1345年 - 1352年：富田秀貞
- 1356年 - 1363年：赤松貞範
- 1363年 - 1366年：山名時義
- 1366年 - 1391年：山名義理
- 1392年 - 1427年：赤松義則
- 1427年：赤松持貞
- 1427年 - 1441年：赤松満祐
- 1441年 - 1447年：山名教清
- 1460年 - 1467年：山名政清
- 1467年 - 1484年：赤松政則
- 1484年 - 赤松澄則
- 1484年 - 1496年：赤松政則
- 1496年 - 1521年：赤松義村
- 1521年 - ?：赤松晴政
- 1552年 - 1561年：尼子晴久

### 国人
吉野郡
- 新免氏 - 竹山城主。この一族から宮本武蔵が派生。
- 草苅氏 - 矢筈城主。美作と国境をまたいだ因幡両面で活動。
- 粟井氏 - 粟井城主。垪和氏から派生。

英田郡
- 後藤氏 - 戦国大名。東部において大きな勢力を為したが宇喜多氏に滅ぼされた。三星城主。
- 江見氏 - 菅家の一党。平家全盛期から活動。
- 渋谷氏 - 河合郷。西遷御家人。
- 安東氏 - 西遷御家人。

勝田郡
- 有元氏 - 美作に土着した菅原氏の嫡流。室町幕府奉公衆。
- 廣戸氏 - 菅家一党。室町幕府奉公衆。
- 鷹取氏 - 菅家一党。
- 植月氏 - 菅家一党。
- 福光氏 - 菅家一党。
- 原田氏 - 菅家一党。

苫田郡
- 立石氏 - 本姓漆間。二宮高野神社社司。美和山城主。
- 齋藤氏 - 野介荘(鏡野北部)、小田草城主。
- 大河原氏 - 葛下城主。

久米郡
- 原田氏 - 平姓。有元氏から養子を迎え菅原姓も名乗る。
- 垪和氏 - 室町幕府奉公衆。
- 菅納氏 - 漆間姓。有元氏より養子を受け入れ菅原を称す。
- 岸氏 - 竜王山城主。
- 江原氏

大庭郡
- 徳山氏 - 蒜山。上徳山の地頭。江戸時代は庄屋となって、煙草の生産から鉄山経営まで事業経営に成功し川上村長なども務めた[48]。

真嶋郡
- 三浦氏 - 戦国大名。相模三浦氏庶流。

### 戦国大名
- 浦上氏 - 村宗が赤松氏の実権を握った期間、また尼子氏の侵攻に反発して自立した宗景の代。
- 尼子氏 - 天文初年の侵略に始まり、大内氏の出雲侵攻を退けた晴久による再侵略、勝久による復興戦など。
- 三村氏 - 家親が暗殺される前の全盛期に東部まで侵入。
- 宇喜多氏 - 直家が浦上氏を下克上する過程で奪取。

### 織豊大名
- 宇喜多氏 - 秀家が豊臣秀吉の猶子となり、外様ながら一門扱いで五大老として豊臣政権で重要な位置を占めた。

### 武家官位としての美作守

#### 江戸時代以前
- 越前朝倉氏当主
  - 朝倉広景：初代当主
  - 朝倉氏景：3代当主
  - 朝倉教景：5代当主
- その他
  - 小早川茂平：鎌倉幕府御家人
  - 小早川春平：南北朝時代の武将
  - 浦上則宗：室町時代の武将、山城守護代
  - 浦上政宗：備前国の戦国大名
  - 林通具：戦国時代の武将。林秀貞の弟
  - 木下一元：安土桃山時代の武将・大名

#### 江戸時代
- 忠秋系阿部家
  - 阿部正武：忠秋系阿部家3代。武蔵忍藩第3代藩主・老中
  - 阿部正識：忠秋系阿部家7代。忍藩第3代藩主
  - 阿部正静：忠秋系阿部家16代。陸奥白河藩第8代藩主、陸奥棚倉藩初代藩主
- 豊前中津藩奥平家
  - 奥平貞能：戦国時代の武将。奥平信昌の父
  - 奥平信昌：小幡藩初代藩主、加納藩初代藩主
  - 奥平忠昌：中津藩奥平家2代。信昌の孫。下野宇都宮藩主、下総古河藩主
  - 奥平昌章：奥平家4代。出羽山形藩第2代藩主、下野宇都宮藩初代藩主（再封）
  - 奥平昌男：奥平家8代。豊前中津藩第4代藩主
  - 奥平昌暢：奥平家10代。中津藩第6代藩主
  - 奥平昌邁：奥平家13代。中津藩第9代藩主
- 陸奥仙台藩伊達家
  - 伊達忠宗：第2代藩主
  - 伊達綱宗：第3代藩主
  - 伊達重村：第7代藩主
  - 伊達斉村：第8代藩主
  - 伊達村和：一門。 陸奥中津山藩主
- 信濃飯田藩堀家
  - 堀親良：飯田藩堀家初代。蔵王堂藩、下野真岡藩、下野烏山藩初代藩主
  - 堀親昌：堀家2代。烏山藩第2代藩主、信濃飯田藩初代藩主
  - 堀親常：堀家4代。飯田藩第3代藩主
- 定房系久松松平家
  - 松平定房：伊予今治藩初代藩主
  - 松平定時：今治藩第2代藩主
  - 松平定基：今治藩第4代藩主
- 美濃岩村藩大給松平家
  - 松平乗政：大給松平家初代。常陸小張藩主、信濃小諸藩初代藩主
  - 松平乗紀：大給松平家2代。小諸藩第2代藩主、美濃岩村藩初代藩主
  - 松平乗薀：大給松平家4代。岩村藩第3代藩主
- その他
  - 黒田一成：筑前福岡藩初代三奈木黒田家当主
  - 青木重龍：摂津麻田藩第11代藩主
  - 大関増勤：下野黒羽藩第16代藩主
  - 南部信民：陸奥七戸藩第3代藩主
  - 一柳直家：伊予川之江藩主、播磨小野藩初代藩主
  - 松平直丘：出雲母里藩第2代藩主
  - 松平直暠：母里藩第6代藩主
  - 水野勝俊：備後福山藩第2代藩主
  - 水野勝種：福山藩第4代藩主
  - 森忠敬：播磨赤穂藩第9代藩主
  - 森忠典：赤穂藩第11代藩主

## 武術
- 竹内流
- 竹内畝流
- 当理流
- 円明流?

## 産物
- 作州絣 - 先染めの糸を織ることで文様をだす織物。
- 作州黒 - 丹波種黒大豆の内、勝英地域で生産されるものを戦後に名づけたもの。[49]
- 勝間田焼 - 古墳時代の須恵器生産の技術を受け継いだ青灰色の硬質な焼き物。美作地域から山陰まで広く流通していた[50]。